# Балк, Герман фон
Герман фон Балк (нем. Hermann von Balk, умер 5 марта 1239 в Вюрцбурге, известен также как Герман Балка, Герман Бальке, Hermann Balko, Hermann Balco, Hermann Balk) — ландмейстер Тевтонского ордена в Германии (1219—1230), первый (по хронологии) ландмейстер ордена в Пруссии (1229—1239) и одновременно ландмейстер в Ливонии (1237—1238). Внёс значительный вклад в покорение пруссов орденом в XIII веке. Основал большое количество замков и городов.

## Биография
В 1226 году по Золотой булле императора Фридриха II Тевтонский орден получил в своё владение земли, лежащие к северу от Вислы как часть имперских владений. В качестве ландмейстера Тевтонского ордена на ещё не завоёванных землях, Герман фон Балк начинает покорять прусские племена помезан.
В 1230 году орден заключил договор с мазовецким князем Конрадом I о передаче ему Кульмской земли за оборону польских земель от прусских набегов. В большой степени заключение этого договора зависело непосредственно от Германа фон Балка — главного орденского руководителя на этой территории. После тяжёлого поражения Ордена меченосцев в битве при Сауле в 1237 году, при его участии было произведено объединение остатков этого ордена, располагавшегося на территории Ливонии, с Тевтонским орденом.

## Служба
Герман фон Балк основал замки Мариенвердер, Кульм, Эльбинг, Торн, Бальга и другие, вокруг которых со временем возникли первые прусские города, что благоприятствовало притоку новых немецких колонистов на эти земли.
Путём некоторого видоизменения Магдебургского права и Любекского права было разработано так называемое Кульмское право. Это городское уложение, разработанное Генрихом фон Балком и великим магистром ордена Германом фон Зальца в 1233 году послужило основой для возникновения всех последующих городов в Пруссии. Первыми этим правом воспользовались поселения Кульм и Торн.
После вступления в должность ландмейстера Ливонии, у Германа фон Балка возникли напряжённые отношения с епископом Риги. Это, а также его болезнь сделали необходимым его отъезд в Германию, где он и умер в Вюрцбурге.
Деятельность Германа фон Балка, так же, как и деятельность великого магистра Германа фон Зальца, лежала в основе образования государства Тевтонского ордена в Пруссии.